# Alice Hawkins
Alice Hawkins (Stafford, 1863 – Leicester, 1946) è stata un'attivista britannica e una delle principali suffragette, tra le operaie che fabbricavano stivali e scarpe a Leicester. È andata in prigione cinque volte per atti commessi nell'ambito della campagna militante dell'Unione sociale e politica delle donne. Anche suo marito Alfred Hawkins era un suffragista attivo e ricevette 100 sterline quando la si fratturò la rotula, mentre veniva espulso da una riunione a Bradford. Nel 2018 a Leicester Market Square è stata svelata una statua di Alice.

## Biografia

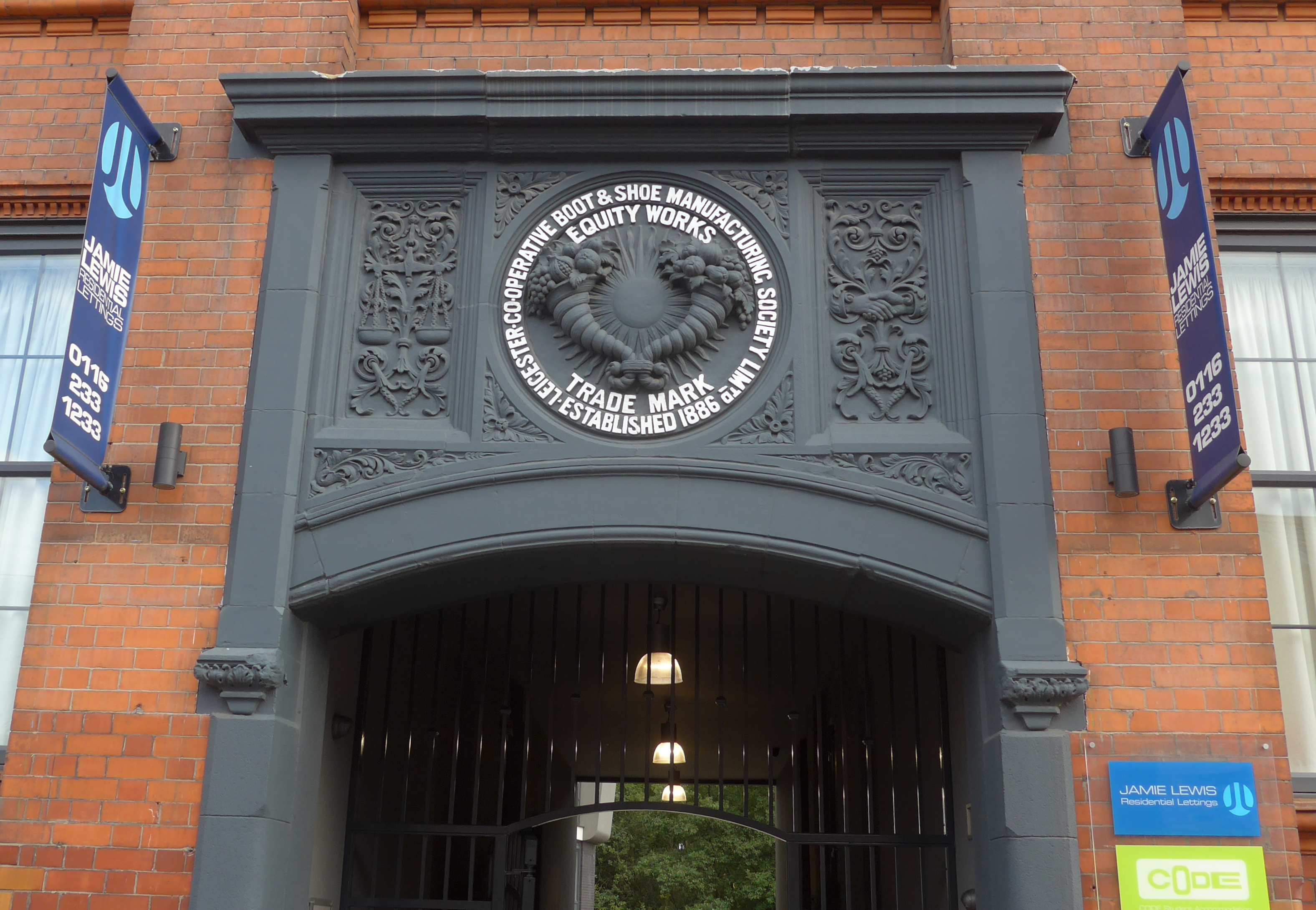
L'ingresso della fabbrica dove lavorava la Hawkins ora ha una targa dedicata a lei.

Alice Riley nacque nel 1863 a Stafford e a 13 anni lavorava a Leicester realizzando stivali e scarpe. Nel 1884 sposò Alfred Hawkins. Diventò madre di sei figli e lavorò come operatrice presso Equity Shoes. Nel 1896 entrò a far parte della nuova cooperativa femminile della nuova fabbrica, dove apprese il socialismo e gli scritti di Thomas Mann. Si era iscritta all'Partito Laburista Indipendente nel 1894 e tramite quell'organizzazione incontrò Sylvia Pankhurst. Quest'ultima arrivò a Leicester nel 1907 e la Hawkins fece le presentazioni. Furono presto raggiunte da Mary Gawthorpe e stabilirono una rappresentanza del WSPU a Leicester.

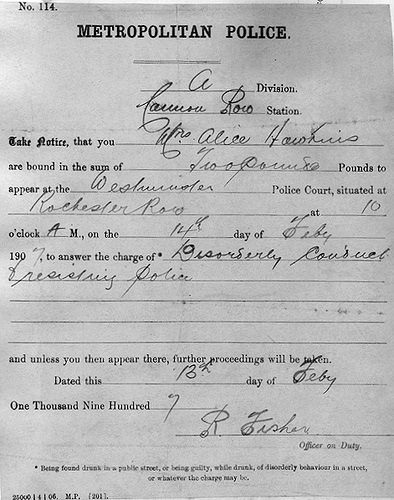
Avviso di cauzione di Alice Hawkins per resistenza all'arresto il 1º febbraio 1907

Fu incarcerata per la prima volta nel febbraio 1907, tra le 29 donne mandate nella HM Prison Holloway dopo una marcia sul Parlamento. Dopo due settimane di carcere tornò a Leicester per creare una filiale della WSPU. Alice fu incarcerata una seconda volta nel 1909 mentre cercava di forzare l'ingresso a un incontro pubblico in cui Winston Churchill stava parlando a Leicester. In questo caso il ruolo principale fu interpretato dal marito Alfred. Alice non poteva accedere alla stanza in cui stava parlando Churchill, quindi Alfred si offrì volontario. Durante il discorso Alfred chiese a Churchill di spiegare perché le donne non avevano diritto di voto e fu espulso. Alice stava protestando fuori quando anche lei venne arrestata.
Alfred difese anche Alice quando fu disturbata da alcuni uomini in una folla dove stava parlando, con queste paole: "torna dalla tua famiglia!" Riuscì a dire "ecco la mia famiglia, sono qui per sostenermi" dato che Alfred era palesemente a favore della causa, cosa che alcuni ,ma non tutti i suffragisti potevano rivendicare. Alfred soffrì per sostenerla, quando alla fine gli fu assegnato un risarcimento di 100 sterline dopo essersi rotto una gamba durante una protesta delle suffragette il 26 novembre 1910. Il suo caso era stato ripreso dall'Unione politica maschile per l'emancipazione delle donne dopo essere stato abbandonato dopo che aveva protestato contro Winston Churchill durante una riunione del partito liberale a Bradford. Il giudice stabilì che era stato espulso senza preavviso dopo aver semplicemente posto una domanda e che si trattava di un'aggressione.
La sua terza prigionia fu nel 1911 per aver lanciato un mattone attraverso una finestra del Ministero degli Interni sotto gli occhi di un poliziotto. Fu incarcerata altre due volte nel 1913, la prima per aver gettato inchiostro in una cassetta postale di Leicester, e poi un'ultima volta per aver scavato di notte uno slogan in un campo da golf. Ricevette una Hunger Strike Medal dalla WSPU. La Hawkins fu una delle prigioniere che costruì un rapporto con le guardie carcerarie femminili, anche loro donne della classe operaia che confortarono le prigioniere oltre ad avere il compito di trattenerle per essere alimentate forzatamente.
Nel 1913 la Hawkins fu tra i rappresentanti scelti per parlare con i principali politici David Lloyd George e Sir Edward Grey. L'incontro era stato organizzato da Annie Kenney e Flora Drummond a condizione che si trattasse di donne della classe operaia che rappresentavano la loro classe. Hanno spiegato le terribili condizioni salariali e lavorative che avedvano subito e la loro speranza che un voto consentisse alle donne di sfidare lo status quo in modo democratico. La Hawkins spiegò come i suoi colleghi lavoratori maschi potessero scegliere un uomo che li rappresentasse mentre le donne non erano rappresentate.
Le sue proteste cessarono quando fu dichiarata la guerra nel 1914 e la WSPU accettò di cessare le proteste in cambio del rilascio di tutti i prigionieri. Il Ministero dell'Interno riferisce che 1.300 donne furono arrestate nel corso degli anni per questa causa, insieme a 100 uomini come il marito di Alice Hawkins, Alfred.

## Morte ed eredità

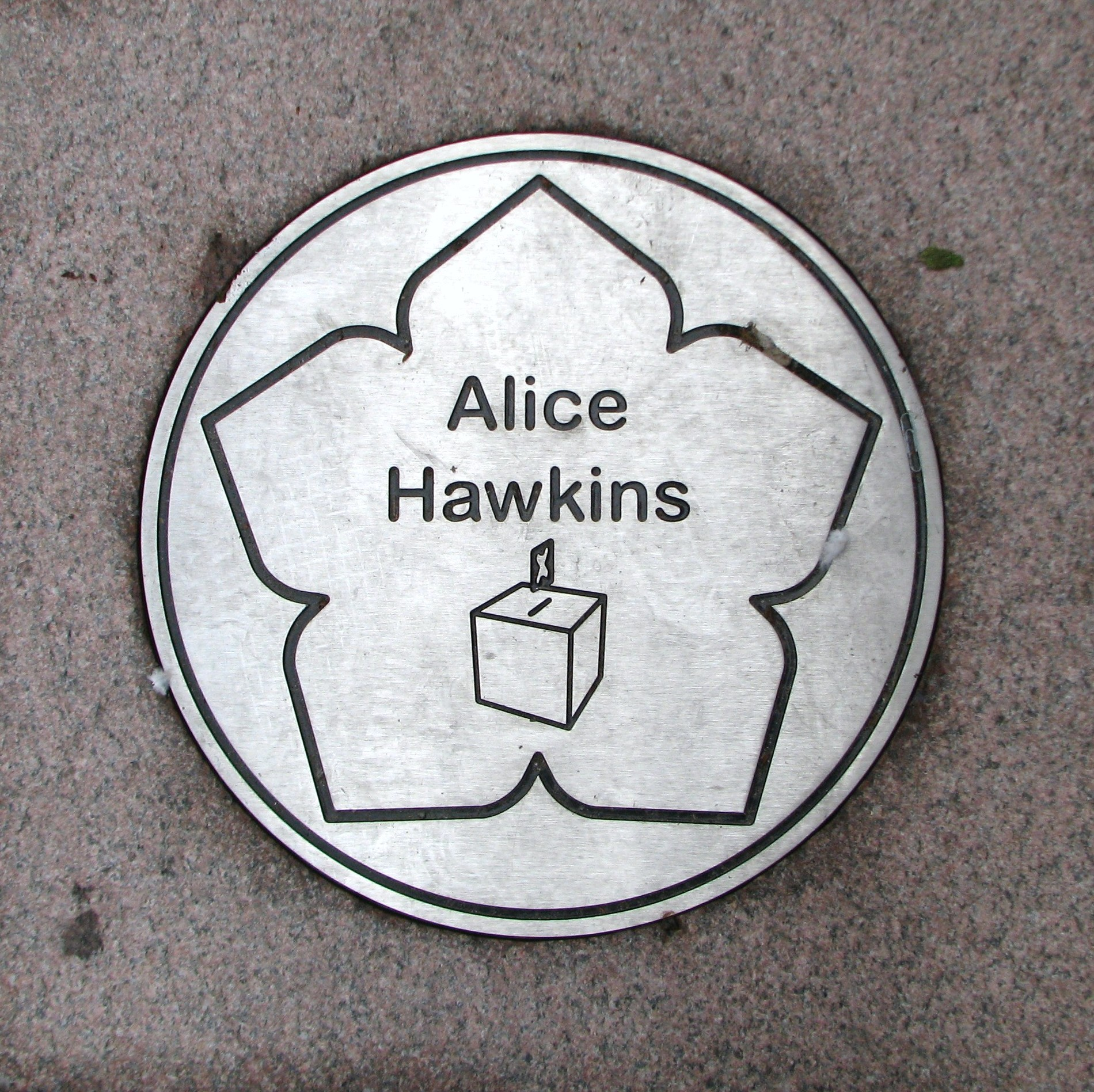
Sulla Walk of Fame di Leicester

Alice Hawkins morì nel 1946 e la sua sepoltura dovette essere pagata dallo stato, una "tomba dei poveri". Ha una targa sul posto di lavoro e un'altra sulla Leicester Walk of Fame. Nel 2018 una campagna quinquennale si è conclusa quando una statua alta sette piedi è stata svelata nella piazza del mercato da quattro donne tra cui Manjula Sood e Liz Kendall. Alla cerimonia hanno assistito Helen Pankhurst, dozzine di suoi parenti e centinaia di persone.
Il suo pronipote, Peter Barratt, racconta nelle scuole e durante gli eventi pubblici, un secolo dopo, che lei stava lottando affinché le donne avessero la parità di retribuzione e che non è ancora stata raggiunta, e incoraggia tutte le persone a usare il proprio diritto di voto. Ha trovato la trascrizione negli Archivi Nazionali della delegazione che comprende Hawkins of Working Women a Lloyd George, il cancelliere, dal gennaio 1913.